# حوضه نمگت
حوضه نمگت (به لاتین: Nemegt Basin) یک حوضه آبریز در مغولستان است.